# Labdarúgás a 2015-ös csendes-óceáni játékokon
A 2015-ös csendes-óceáni játékokon a férfi labdarúgótornát július 3. és 17. között rendezték. Ez volt a 14. csendes-óceáni játékok. Az eseményen csak 23 éven aluli labdarúgó válogatottak vehettek részt. A játékokat Pápua Új-Guinea rendezte meg, a nyertes pedig Új-Kaledónia lett, aminek az volt a 7. győzelme.

## Résztvevők
| Csapat           | Részvételi jog |
| ---------------- | -------------- |
| Fidzsi-szigetek  | Automatikus    |
| Új-Kaledónia     | Automatikus    |
| Új-Zéland        | Automatikus    |
| Pápua Új-Guinea  | Automatikus    |
| Salamon-szigetek | Automatikus    |
| Tahiti           | Automatikus    |
| Vanuatu          | Automatikus    |
| Mikronézia       | Automatikus    |

## Csoportkör

### A csoport
| Hely. | Csapat          | M | Gy | D | V | G+ | G–  | Gk   | P |
| ----- | --------------- | - | -- | - | - | -- | --- | ---- | - |
| 1.    | Tahiti          | 3 | 2  | 1 | 0 | 32 | 1   | +31  | 7 |
| 2.    | Fidzsi-szigetek | 3 | 1  | 2 | 0 | 39 | 1   | +38  | 5 |
| 3.    | Vanuatu         | 4 | 1  | 2 | 1 | 48 | 3   | +45  | 5 |
| 4.    | Mikronézia      | 3 | 0  | 0 | 3 | 0  | 114 | −114 | 0 |

| 2015. Július 3. 10:00 (UTC+10) |

| Mikronézia | 0-30 | Tahiti |
| ---------- | ---- | ------ |
|            |      |        |

| Port Moresby Játékvezető: Ichikawa Polovili (Tongai) |

| 2015. Július 3. 14:00 (UTC+10) |

| Fidzsi-szigetek | 1-1 | Vanuatu |
| --------------- | --- | ------- |
|                 |     |         |

| Port Moresby Játékvezető: Ichikawa polovili (Tongai) |

| 2015. Július 3. 14:00 (UTC+10) |

| Fidzsi-szigetek | 1-1 | Vanuatu |
| --------------- | --- | ------- |
|                 |     |         |

| Port Moresby Játékvezető: Ichikawa polovili (Tongai) |

| 2015. Július 3. 14:00 (UTC+10) |

| Fidzsi-szigetek | 1-1 | Vanuatu |
| --------------- | --- | ------- |
|                 |     |         |

| Port Moresby Játékvezető: Ichikawa polovili (Tongai) |

| 2015. Július 5. 10:00 (UTC+10) |

| Fidzsi-szigetek | 38-0 | Mikronézia |
| --------------- | ---- | ---------- |
|                 |      |            |

| Port Moresby Játékvezető: Hillary Ani (Pápua új-guineai) |

| 2015. Július 5. 14:00 (UTC+10) |

| Tahiti | 2-1 | Vanuatu |
| ------ | --- | ------- |
|        |     |         |

| Port Moresby Játékvezető: Hillary Ani (Pápua új-guineai) |

| 2015. Július 7. 10:00 (UTC+10) |

| Mikronézia | 0-46 | Vanuatu |
| ---------- | ---- | ------- |
|            |      |         |

| Port Moresby Játékvezető: Ichikawa polovili (Tongai) |

| 2015. Július 7. 14:00 (UTC+10) |

| Tahiti | 0-0 | Fidzsi-szigetek |
| ------ | --- | --------------- |
|        |     |                 |

| Port Moresby Játékvezető: Gerald Oiaka (Salamon-szigeteki) |

### B csoport
| Hely. | Csapat           | M | Gy | D | V | G+ | G– | Gk | P |
| ----- | ---------------- | - | -- | - | - | -- | -- | -- | - |
| 1.    | Új-Zéland        | 3 | 3  | 0 | 0 | 8  | 0  | +8 | 9 |
| 2.    | Új-Kaledónia     | 3 | 2  | 0 | 1 | 2  | 5  | −3 | 6 |
| 3.    | Pápua Új-Guinea  | 3 | 1  | 0 | 2 | 2  | 3  | −1 | 3 |
| 4.    | Salamon-szigetek | 3 | 0  | 0 | 3 | 1  | 5  | −4 | 0 |

| 2015. Július 3. 12:00 (UTC+10) |

| Új-Zéland | 2-0 | Salamon-szigetek |
| --------- | --- | ---------------- |
|           |     |                  |

| Sir John Guise Stadion, Port Moresby Játékvezető: Revitesh Bahari (Fidzsi-szigeteki) |

| 2015. Július 3. 15:00 (UTC+10) |

| Új-Kaledónia | 1-0 | Pápua Új-Guinea |
| ------------ | --- | --------------- |
|              |     |                 |

| Sir John Guise Stadion, Port Moresby Játékvezető: Robinson Banga (Vanuatui) |

| 2015. Július 5. 12:00 (UTC+10) |

| Új-Kaledónia | 1-0 | Salamon-szigetek |
| ------------ | --- | ---------------- |
|              |     |                  |

| Sir John Guise Stadion, Port Moresby Játékvezető: Kader Zitouni (Tahiti) |

| 2015. Július 5. 15:00 (UTC+10) |

| Új-Zéland | 1-0 | Pápua Új-Guinea |
| --------- | --- | --------------- |
|           |     |                 |

| Sir John Guise Stadion, Port Moresby Játékvezető: Norbert Hauata (Fidzsi-szigeteki) |

| 2015. Július 3. 12:00 (UTC+10) |

| Új-Zéland | 2-0 | Salamon-szigetek |
| --------- | --- | ---------------- |
|           |     |                  |

| Sir John Guise Stadion, Port Moresby Játékvezető: Revitesh Bahari (Fidzsi-szigeteki) |

| 2015. Július 7. 11:00 (UTC+10) |

| Pápua Új-Guinea | 2-1 | Salamon-szigetek |
| --------------- | --- | ---------------- |
|                 |     |                  |

| Sir John Guise Stadion, Port Moresby Játékvezető: Revitesh Bahari (Fidzsi-szigeteki) |

| 2015. Július 7. 14:00 (UTC+10) |

| Új-Zéland | 5-0 | Új-Kaledónia |
| --------- | --- | ------------ |
|           |     |              |

| Sir John Guise Stadion, Port Moresby Játékvezető: Kader Hauata (Tahiti) |

## Egyenes kieséses szakasz
| 2015. július 15. 11:00 (UTC+10) |

| Tahiti | 2-1 | Pápua Új-Guinea |
| ------ | --- | --------------- |
|        |     |                 |

| Sir John Guise Stadion, Port Moresby Játékvezető: Revitesh Bahari (Fidzsi-szigeteki) |

| 2015. július 15. 14:30 (UTC+10) |

| Új-Kaledónia | 2-1 | Fidzsi-szigetek |
| ------------ | --- | --------------- |
|              |     |                 |

| Sir John Guise Stadion, Port Moresby Játékvezető: Kader Zitouni (tahiti) |

### Döntő
| 2015. július 17. 19:00 (UTC+10) |

| Új-Kaledónia | 2–0 | Tahiti |
| ------------ | --- | ------ |
|              |     |        |

| Sir John Guise Stadion, Port Moresby |

| A 2015-ös Csendes-óceáni játékok győztese |
| ----------------------------------------- |
| · Új-Kaledónia · 7. cím                   |